# Rotsjötjärnen
Rotsjötjärnen är en sjö i Bergs kommun i Härjedalen och ingår i Ljungans huvudavrinningsområde. Sjön har en area på 0,132 kvadratkilometer och ligger 587,3 meter över havet. Sjön avvattnas av vattendraget Björnsjöån.

## Delavrinningsområde
Rotsjötjärnen ingår i det delavrinningsområde (697233-136946) som SMHI kallar för Utloppet av Rotsjötjärnen. Medelhöjden är 612 meter över havet och ytan är 1 kvadratkilometer. Räknas de 2 avrinningsområdena uppströms in blir den ackumulerade arean 6,41 kvadratkilometer. Björnsjöån som avvattnar avrinningsområdet har biflödesordning 3, vilket innebär att vattnet flödar genom totalt 3 vattendrag innan det når havet efter 307 kilometer. Avrinningsområdet består mestadels av skog (79 procent). Avrinningsområdet har 0,13 kvadratkilometer vattenytor vilket ger det en sjöprocent på 12,9 procent.